# 暈滃
暈滃（うんおう、「おう」はさんずい+翁）は、地図上で、地表の起伏を短い線群によって表現する方法。地理学上は、くんおうと読まれることがあり、また俗にケバとよばれることがある。

## 概要
暈滃は、等高線（図示されないこと場合もある）に直角に描示される。地表傾斜が急になればなるほど暈滃の線の長さは短くなる。その方式には2種類ある。

### 直照光線式
単に直照式とも言う。直照光線式では、平行光線が真上から照らしたときに地表面が受ける光量を考慮して、暈滃の線の太さが決められる。地表傾斜が急になればなるほど線が太くなり、線間にはさまれる白地の幅が狭くなる。その割合は、レーマン(I.G.Lehmann)によって定められた尺度が用いられることが少なくない。それによれば、傾斜角がθである斜面において暈滃による黒地とその間の白地との割合は θ:(45°－θ) であるとされ、傾斜45度の斜面（地形図ではこれ以上の傾斜は、普通、現れない）は全黒によって、傾斜0度の斜面は全白によって、それぞれ表される。レーマンの暈滃尺度を示せば、傾斜が45度であれば黒地:白地は∞となり、以下40度であれば8:1、35度であれば7:2、30度であれば6:3、25度であれば5:4、20度であれば4:5、15度であれば3:6、10度であれば2:7、5度であれば1:8、0度であれば0となる。

### 斜照光線方式
単に斜照式とも言う。斜照光線方式では、平行光線が斜め上から照らしたときに地表面が受ける光量を考慮して、暈滃の線の太さが決められる。正しくは光量に正比例するように数学的に定められるべきところであるが、それでは実際上、非常に煩瑣になるために、普通、土地の傾斜の緩急によって、直照光線式と同様に、暈滃の線の太さが決められ、それと同時に、斜面の方位もまた考慮され、これが光源のある方位に対して転向する度合いが強ければ強いほど線が太くされ、全体の感じが暗くなる。